# Pelargonium domesticum
Pelargonium domesticum là một loài thực vật có hoa trong họ Mỏ hạc. Loài này được L.H. Bailey mô tả khoa học đầu tiên năm 1916.